# Adenodelphis eurythenes
Adenodelphis eurythenes is een rondwormensoort uit de familie van de Benthimermithidae. De wetenschappelijke naam van de soort is voor het eerst geldig gepubliceerd in 1983 door Petter.